# Final Battle (2013)
Pour les articles homonymes, voir Final Battle.
Final Battle 2013 est un pay-per-view de catch produit par la Ring of Honor (ROH), qui est disponible uniquement en ligne. Ce spectacle s'est déroulé le 14 décembre 2013 au Hammerstein Ballroom à Manhattan, dans l'état de New York. Ce pay-per-view est considéré comme l'un des plus gros succès de la fédération. C'est le 12e Final Battle de l'histoire de la ROH.

## Contexte
Les spectacles de la Ring of Honor en paiement à la séance sont constitués de matchs aux résultats prédéterminés par les scénaristes de la ROH. Ces rencontres sont justifiées par des storylines - une rivalité avec un catcheur, la plupart du temps - ou par des qualifications survenues au cours de shows précédant l'évènement. Tous les catcheurs possèdent un gimmick, c'est-à-dire qu'ils incarnent un personnage face (gentil) ou heel (méchant), qui évolue au fil des rencontres. Un pay-per-view comme Final Battle est donc un événement tournant pour les différentes storylines en cours.

### Adam Cole vs. Michael Elgin vs. Jay Briscoe
Lors de Glory by Honor XII, Michael Elgin élimina le champion de la ROH Adam Cole, lui permettant de faire gagner son équipe et d'obtenir une opportunité pour le ROH World Championship. À la fin du match, Jay Briscoe revendique qu'il est le vrai champion de la fédération, et montre à tout le monde une ceinture customisée du titre mondial, après avoir attaqué Elgin et Cole. Lors du Cincinnati Show : The Golden Dream, Jay Briscoe bat Kevin Steen ; cette victoire lui permettant de s'insérer dans le match opposant Adam Cole à Michael Elgin pour le titre mondial initialement prévu. Le 15 novembre, Adam Cole conserve son titre face à Jimmy Jacobs.

### Matt Taven vs. Tommaso Ciampa
Durant Glory by Honor XII, Jay Lethal était pressenti pour combattre prochainement Matt Taven pour le ROH World Television Championship. Cependant, lors de Cincinnati Show : The Golden Dream, Tommaso Ciampa bat Jay Lethal et Mark Briscoe dans un Triple Threat Match et devient ainsi challenger n°1 pour le ROH TV Championship. Lors de la même soirée, Matt Taven conserve son titre face à Adam Page.

## Matchs
| #                                                                | Matchs,                                                                                       | Stipulation                                             | Durée |
| ---------------------------------------------------------------- | --------------------------------------------------------------------------------------------- | ------------------------------------------------------- | ----- |
| Dark                                                             | Brutal Burger (Bob Evans & Cheeseburger) battent Bill Daly & Will Ferrara (en)                | Tag Team match                                          |       |
| 1                                                                | Matt Hardy bat Adam Page                                                                      | Match simple                                            | 7:16  |
| 2                                                                | Silas Young bat Mark Briscoe                                                                  | Strap match                                             | 9:15  |
| 3                                                                | The Young Bucks (Nick Jackson & Matt Jackson) battent Adrenaline Rush (ACH & Tadarius Thomas) | Tag Team match                                          | 12:27 |
| 4                                                                | Kevin Steen bat Michael Bennett (avec Maria Kanellis)                                         | Strecher match                                          | 16:42 |
| 5                                                                | reDRagon (Kyle O'Reilly & Bobby Fish) (c) battent Outlaw Inc. (Homicide & Eddie Kingston)     | Tag Team match pour les ROH World Tag Team Championship | 14:56 |
| 6                                                                | Tommaso Ciampa bat Matt Taven (c)                                                             | Match simple pour le ROH World Television Championship  | 4:22  |
| 7                                                                | Eddie Edwards & B.J. Whitmer battent Roderick Strong & Jay Lethal                             | Tag Team match                                          | 16:16 |
| 8                                                                | Adam Cole (avec Matt Hardy) (c) bat Michael Elgin et Jay Briscoe                              | Triple Threat Match pour le ROH World Championship      | 33:54 |
| (c) désigne le(s) champion(s) défendant son titre dans le match. |                                                                                               |                                                         |       |

## Anecdotes
- C'est le dernier pay-per-view de Eddie Edwards. Après le match, B.J. Whitmer et Roderick Strong l'attaque avec Jimmy Jacobs également car il en a assez de voir des gars comme Edwards partir sous les honneurs et de souhaiter bonne chance aux autres. Les 3 catcheurs forment alors une nouvelle équipe : The Decade.
- Ce pay-per-view a également été marqué par le retour de Chris Hero, qui attaqua Matt Hardy et le champion Adam Cole après sa victoire[7].